# Pražačka
Pražačka (Brasatscha) je zaniklá usedlost v Praze 3-Žižkově. Stála v severní části křížovatky Ohrada uprostřed ulice Pod Krejcárkem, severozápadně od zaniklé usedlosti Ohrada. Je po ní pojmenována místní část Pražačka, ulice Pražačka (1962), Gymnázium Na Pražačce a Základní škola Pražačka.

## Historie
Vinice je doložena v 16. století. V roce 1785 je zde uváděno stavení, později rozšířené na rozlehlý hospodářský dvorec, který býval dobře viditelný od vojenského cvičiště na Invalidovně v Karlíně. V té době zde malá vinice ještě existovala. Roku 1862 je u usedlosti zaznamenána výměra pozemků 96 jiter a 803 čtverečních sáhů.
Rodině Stomeových patřila usedlost od roku 1800, kdy ji držel Jan Stome. V polovině 60. let 19. století začala Marie Stomeová pozemky parcelovat a rozprodávat jako stavební. Pro tuto parcelaci vypracoval pražský stavitel Karel Hartig plán na zastavění pole o rozloze 13 jiter. Stomeová prodala do konce roku 1866 devatenáct stavebních pozenků, na kterých ještě téhož roku stavitel Hartig postavil 6 činžovních domů.
Rodina Stomeových vlastnila Pražačku až do roku 1947, kdy byla budova zbořena při výstavbě nových komunikací.

## Galerie

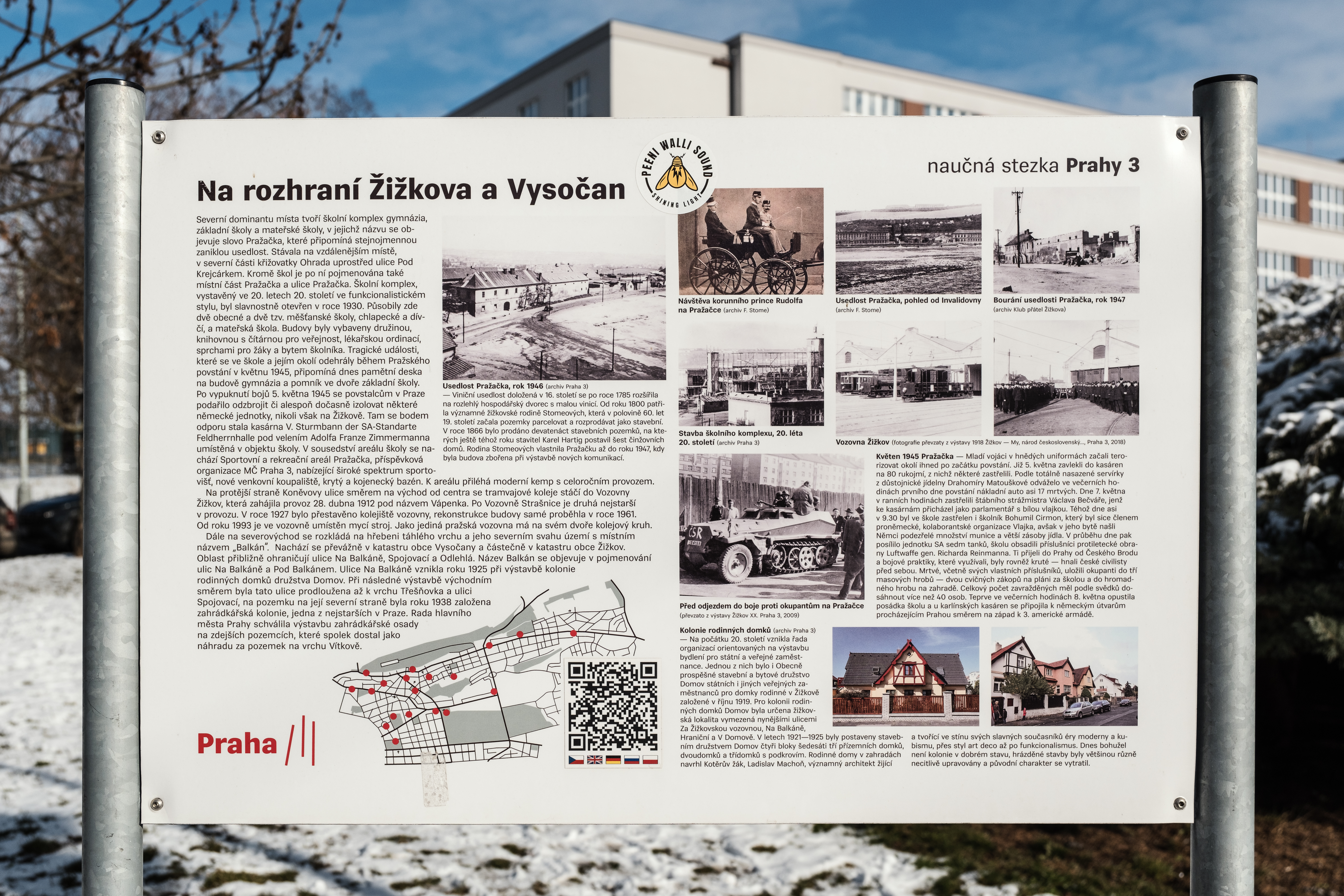
Panel naučné stezky Prahy 3 Na rozhraní Žižkova a Vysočan
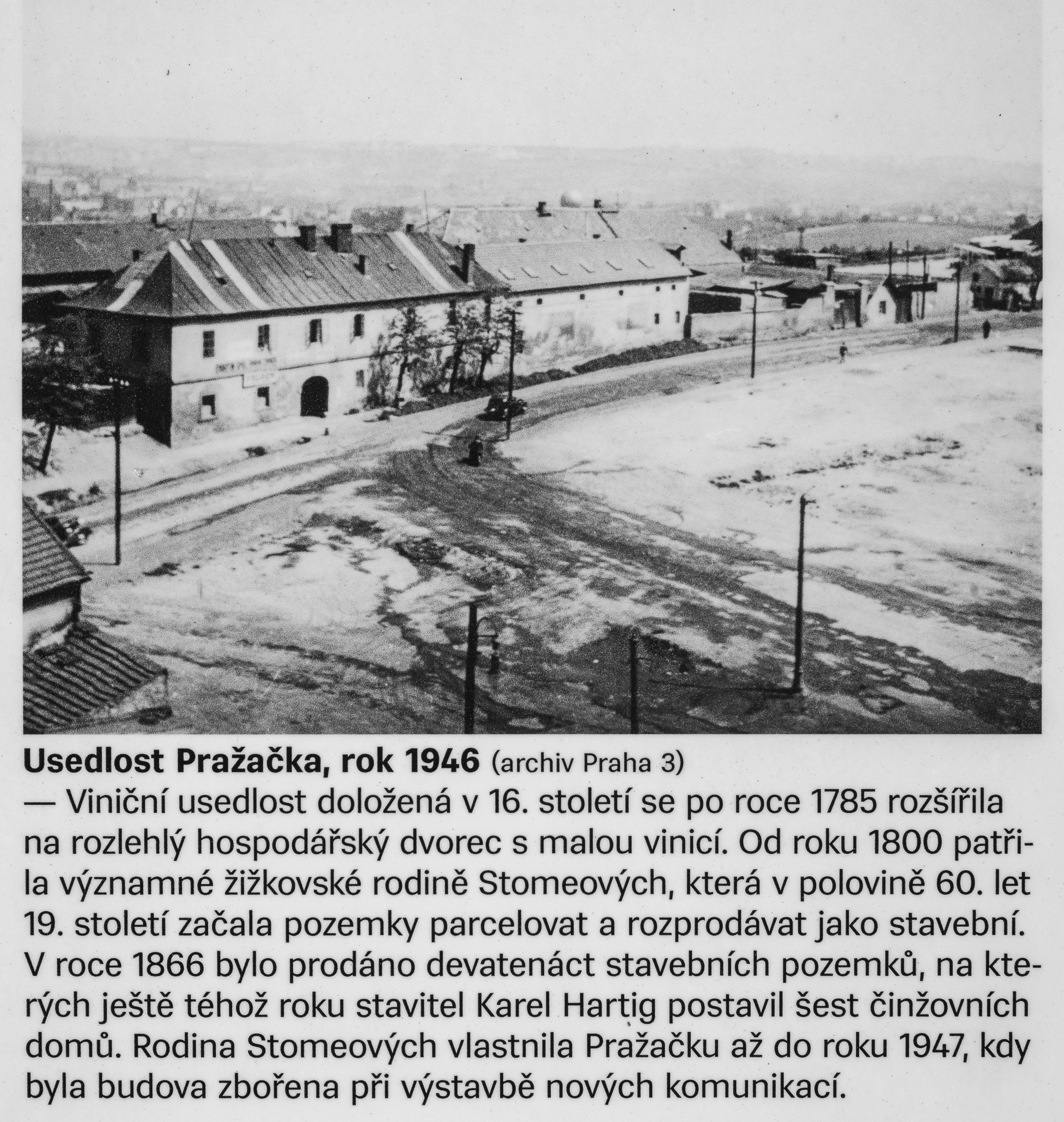
Výřez z informačního panelu – usedlost Pražačka v roce 1946
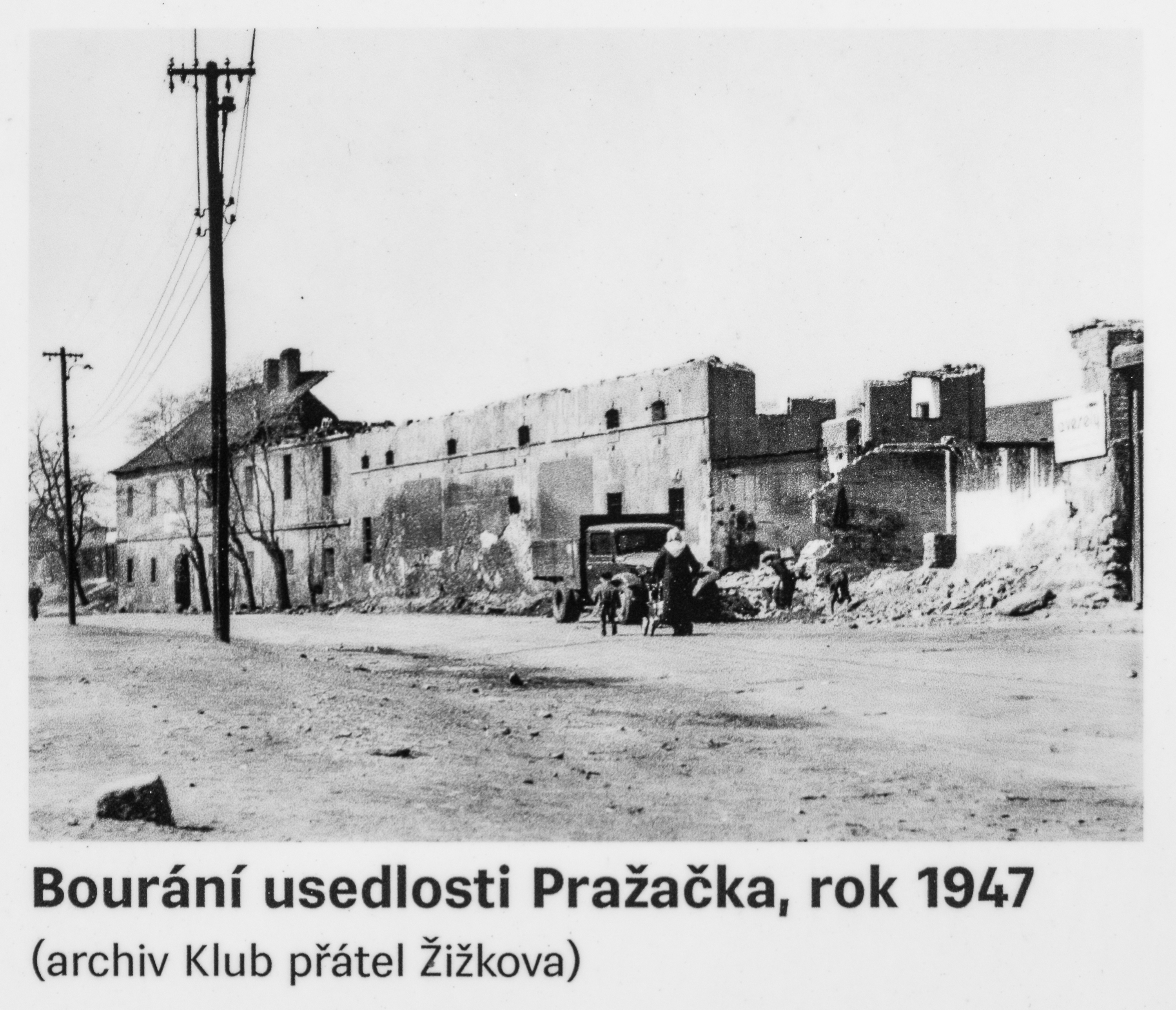
Výřez z informačního panelu – bourání usedlosti Pražačka (1947)